# Martin Jervan
Martin Volmer Jervan, estonski general, * 1891, † 1942.